# I Rapsodia węgierska
I Rapsodia węgierska E-dur (numer w katalogu Humphreya Searle’a: 244/1) – utwór Ferenca Liszta skomponowany w formie rapsodii i przeznaczony do wykonywania na fortepianie. Jest to pierwsza pozycja w zbiorze 19 rapsodii węgierskich. Liszt rozpoczął tworzenie kompozycji w 1846 w Klausenbergu a jej pierwsza publikacja miała miejsce 1853. Rapsodia (jak wiele w zbiorze) skomponowana jest w stylu cygańskiego tańca czardasza pochodzącego z Siedmiogrodu i posiada dwie części: wolną lassan i szybką friska. Część pierwsza ma swoje źródła w twórczości Franciszka Erkela i Gáspára Bernáta natomiast część druga Karola Therna. Laci Pócsi i jego zespół byli także źródłem inspiracji dla tego dzieła.